# 切泰尼
切泰尼，是匈牙利维斯普雷姆州所辖的一个村，总面积18.37平方公里，总人口1886，人口密度102.7人/平方公里（2010年1月1日）。